# Tauro Sport Auto
 (février 2014).
Si vous disposez d'ouvrages ou d'articles de référence ou si vous connaissez des sites web de qualité traitant du thème abordé ici, merci de compléter l'article en donnant les références utiles à sa vérifiabilité et en les liant à la section « Notes et références ».

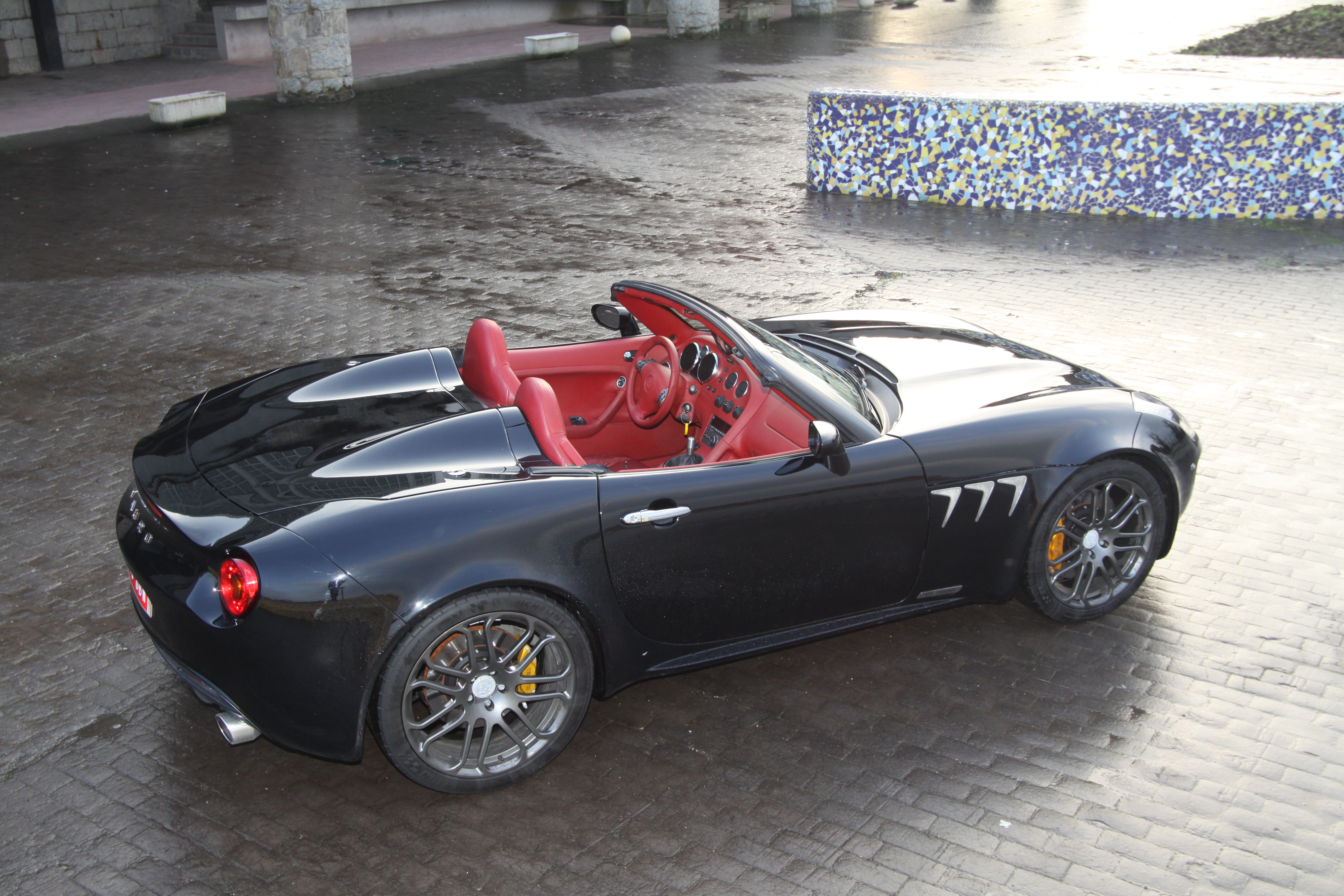
Tauro V8 in Miami Beach

Tauro Sport Auto est un constructeur automobile de super sportives de luxe basé à Valladolid (Espagne), fondé en 2010, lorsqu’un groupe d’entrepreneurs espagnols s’unit à un fabricant britannique de véhicules de compétition pour créer l’entreprise.
Son modèle phare est le Tauro V8, fabriqué de manière artisanale avec un moteur de base de General Motors et possédant quatre variantes : Spider, Coupe, Saeta et Portago. Ses principaux clients se situent dans l’Union européenne, en Russie, aux Émirats arabes unis, en Chine et en Amérique.

## Histoire
En 2010, plusieurs entrepreneurs espagnols, dont Pedro J Santos, et un fabricant britannique de véhicules de compétition s’unissent pour créer l’entreprise basée à Valladolid. Ils renouent ainsi avec la tradition espagnole d’automobiles sportives de luxe débutée au début du XXe siècle avec l’entreprise Hispano-Suiza.
Tout comme les autres automobiles super sportives (GT), les modèles de Tauro offrent des prestations nettement supérieures aux automobiles classiques, approchant des performances de voitures de compétition. C’est pour ces mêmes raisons qu’elles sont produites en petite série et sur commande, avec un processus de fabrication presque entièrement artisanal.

## Modèles

### Tauro V8[1]
| Modèle     | Année de lancement | Nombre de cylindres | Puissance (CV) | Cylindrée (cc) | Vitesse maximale (km/h) | Lieu de fabrication |
| V8 Spider  | 2012-act           | 8                   | 440/530        | 6162           | 295                     | Espagne             |
| V8 Coupé   | 2013-act           | 8                   | 440/530        | 6162           | 300                     | Espagne             |
| V8 Saeta   | 2014-act           | 8                   | 440/530        | 6162           | ~                       | Espagne             |
| V8 Portago | 2014-act           | 8                   | 440/530        | 6162           | ~                       | Espagne             |

Les Tauro V8 Spider - Coupe - Saeta et Super Saeta furent dessinés par le célèbre designer Christopher Reitz, petit-fils de Ferdinand Porsche.

### Le Tauro V8 Spider

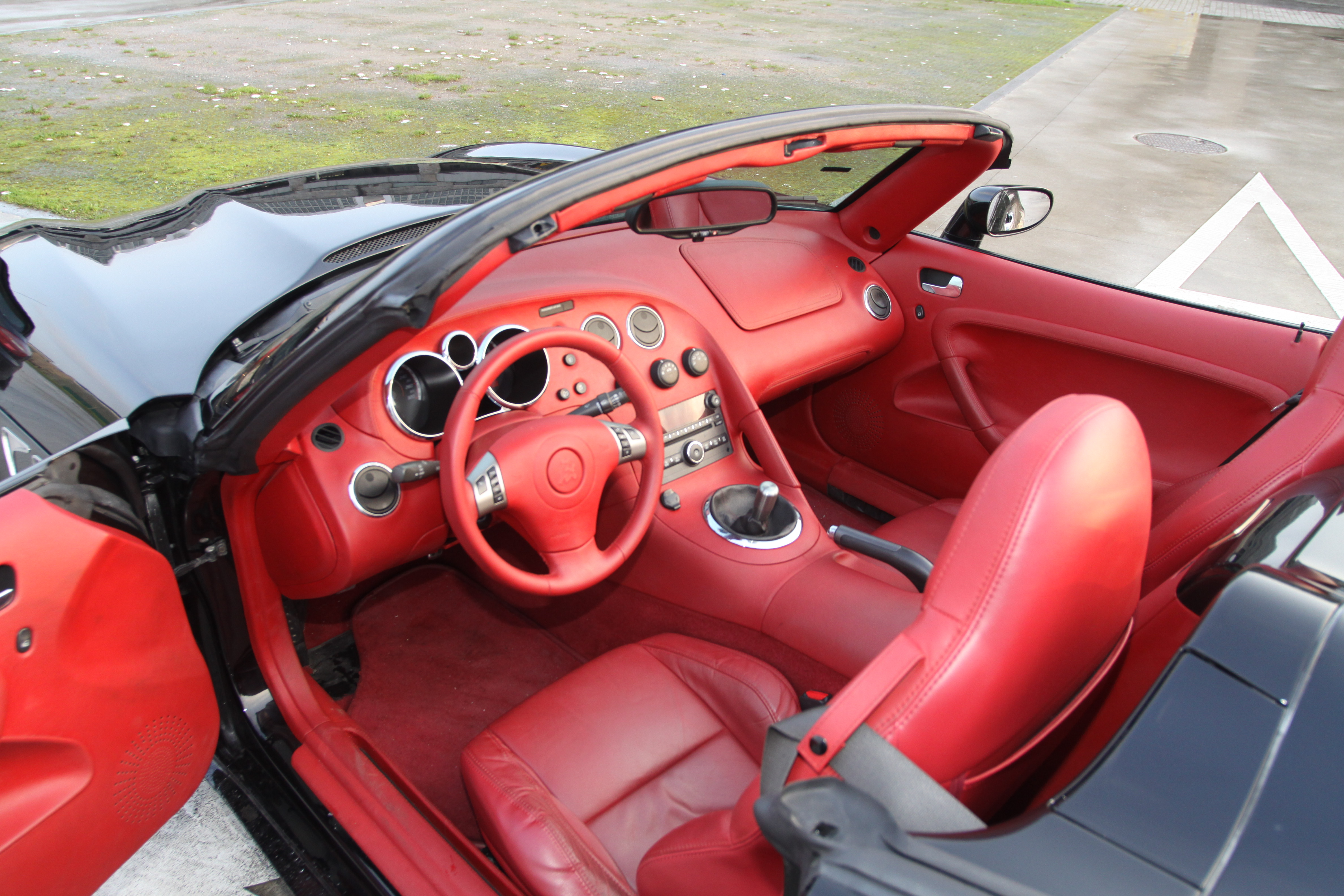

Le Tauro V8 Spider nous ramène à la traditionnelle formule du moteur avant/traction arrière qui définit les purs roadsters.

### Le Tauro V8 Coupe
Le Tauro V8 Coupe se rapproche des Muscle Cars avec son toit rigide 

### La Tauro V8 Saeta
La Tauro V8 Saeta doit son nom au premier avion à réaction fabriqué en Espagne au milieu du XXe siècle, l’Hispano Aviación HA-200 Saeta et est composé d’éléments issus de la compétition.

### Le Tauro V8 Portago
Le Tauro V8 Portago] s’inspire des Barchettas, modèles des années 40 et 50 du XXe siècle.

## Presse
- Festival de vitesse de Goodwood 2013
- Más Qué Coches, émission consacrée à l’automobile en Espagne sur la chaîne Telecinco.